# Phare de Psará
Le phare de Psará, également appelé phare Kokinopulo, phare Agios Georgios ou phare Akra Ayios Yeoryiou est situé au cap Agios Georgios, au sud-est de l'île Psará en Grèce. Il a été mis en service en 1909.

## Caractéristiques
Le phare est une tour cylindrique blanche, accolée à la maison du gardien dont le dôme de la lanterne est de couleur verte. Il s'élève à 78 mètres au-dessus de la mer Égée.

## Codes internationaux
- ARLHS[4] : GRE-054
- NGA : 19900
- Admiralty[5] : E 4632

## Source
(en) [PDF] List of lights radio aids and fog signals - 2011 - The west coasts of Europe and Africa, the mediterranean sea, black sea an Azovskoye more (sea of Azov) (la liste des phares de l'Europe, selon la National Geospatial - Intelligence Agency)- Version 2011 - National Geospatial - Intelligence Agency - p. 340

## Lien connexe
Psará